# Ivan Skosirev
Ivan Skosirev (en russe : Иван Скосырев), né le 14 avril 1947 à Ust Muta (région de l'Altaï en Russie soviétique) et mort le 19 décembre 2022 à Omsk, est un coureur cycliste soviétique qui se signale au début des années 1970 dans plusieurs compétitions internationales.

## Biographie
Lorsque Viktor Kapitonov s'affirme comme entraîneur de l'équipe soviétique, il est confronté au vieillissement des coureurs de l'équipe (Gainan Saidschushin, le « capitaine de route » de l'équipe participe en 1970 à sa énième Course de la Paix à l'âge de 33 ans) et à la nécessité de rajeunir les sélections. 
Cette politique de rajeunissement s'accompagne de l'ambition de lancer ses coureurs sur les routes européennes et africaines afin de les confronter et de les « aguerrir » au contact des coureurs occidentaux. C'est en 1971 qu'il inaugure cette politique en sélectionnant de jeunes coureurs et engage l'équipe d'URSS dans plusieurs épreuves hors de l'URSS. 
Parmi eux, il y a le jeune Ivan Skosirev. Celui-ci, en l'espace de 3 années, réussit de belles performances, parmi lesquelles une victoire au Tour de Bulgarie et une victoire au Circuit de la Sarthe. Ivan Skosirev est devenu, comme bon nombre de champions cyclistes soviétiques, entraîneur. Il s'occupait des jeunes cyclistes d'Omsk.

## Palmarès

### Palmarès année par année
- 1971
  - 2e du Tour d'Algérie
- 1972
  - 2e du Championnat d'Union soviétique de cyclisme sur route par équipes[5] (avec Vikenti Basko, Ivan Trifonov et Boris Choukhov)

- 1973
  -  Champion d'Union soviétique des 100 kilomètres contre la montre par équipes avec le club Burevestnik[6]
  - Tour de Bulgarie : 
    - Classement général
    - 1re étape

  - 2e du championnat d'URSS du critérium
  - 2e des Six jours de Brest[7]
- 1974
  - Circuit de la Sarthe[8]

### Places d'honneur
- 1971
  - 10e du Ruban granitier breton[9]
- 1972
  - 15e de l' Olympia's Tour[10]
- 1973
  - 6e du Ruban granitier breton[11]
- 1974
  - 21e de la Course de la Paix[12]